# Peter Zurbriggen
Peter Stephan Zurbriggen (Briga, 27 agosto 1943 – Briga, 28 agosto 2022) è stato un arcivescovo cattolico svizzero.

## Biografia
Peter Stephan Zurbriggen nacque a Briga, nel Canton Vallese, in Svizzera, il 27 agosto 1943.

### Formazione e ministero sacerdotale
Negli anni cinquanta, frequentò la scuola elementare presso la sua città natale. Successivamente, dopo avere superato l'esame di maturità presso il Collegio Spiritus Sanctus di Briga, nel 1962 passò un anno nel servizio obbligatorio di Ridotto nazionale ad Airolo. Poi decise di seguire la sua vocazione sacerdotale, e dall'anno successivo studiò  filosofia e teologia presso di seminario della diocesi di Sion, fino a che monsignor Fraçois-Nestor Adam, vescovo della medesima diocesi, lo mandò a Roma a studiare presso il Collegio Germanico-Ungarico e la Pontificia Università Gregoriana.
Il 10 ottobre 1969 fu ordinato presbitero per la diocesi di Sion nella chiesa di Sant'Ignazio di Loyola in Campo Marzio dal cardinale Alfred Bengsch, arcivescovo di Berlino. Dal 1970 al 1974 studiò presso la Pontificia Accademia Ecclesiastica, dove avviene la formazione di quasi tutti i diplomatici della Santa Sede. Contemporaneamente, dal 1971 al 1974, fu anche insegnante di religione allo Wirtschaftsgymnasium dell'Istituto Svizzero della capitale italiana. Nel 1973 conseguì la licenza in diritto canonico. Nel 1975 ottenne il dottorato nella medesima disciplina presso la Pontificia Università Lateranense con una tesi intitolata "Il principio di buona fede - approcci e modi della sua realizzazione del diritto internazionale".

### Servizio diplomatico
Il 5 marzo dello stesso anno entrò nel servizio diplomatico della Santa Sede. Il 13 novembre successivo venne nominato segretario della nunziatura apostolica in Bolivia. Il 29 novembre 1976 papa Paolo VI gli concesse il titolo di cappellano di Sua Santità. Passò quattro anni in America Latina.
Il 20 gennaio 1979 venne nominato segretario della nunziatura apostolica di Bonn, nella Repubblica Federale Tedesca. Dopo tre anni, il 3 settembre 1982, divenne uditore nella nunziatura apostolica in Uruguay ritornando nell'America del Sud. Il 17 luglio 1985 venne trasferito nella nunziatura in Francia. Nel 1989 papa Giovanni Paolo II gli concesse il titolo onorifico di prelato d'onore di Sua Santità. Il 1º luglio dell'anno medesimo divenne consigliere di nunziatura presso la rappresentanza pontificia nella Repubblica Centrafricana. Allo stesso tempo, fu attivo nella delegazione apostolica dell'Africa meridionale, corrispondente a Sudafrica, Botswana, Swaziland e Namibia, e nella nunziatura apostolica in Lesotho, ruolo svolto fino al 1991. Lo stesso anno, entrò in servizio presso la nunziatura apostolica in India e Nepal con sede a Nuova Delhi.

### Ministero episcopale
Il 13 novembre 1993 papa Giovanni Paolo II lo nominò arcivescovo titolare di Glastonia e delegato apostolico in Mozambico. Ricevette l'ordinazione episcopale il 6 gennaio successivo nella basilica di San Pietro in Vaticano per mano dello stesso pontefice, co-consacranti gli arcivescovi Giovanni Battista Re, sostituto per gli affari generali della Segreteria di Stato della Santa Sede, e Josip Uhač, segretario della Congregazione per l'evangelizzazione dei popoli. Il 22 febbraio del 1996, la delegazione apostolica fu promossa a nunziatura apostolica.
Dopo cinque anni passati in Mozambico, il 13 giugno 1998 venne nominato nunzio apostolico in Armenia, Georgia e Azerbaigian con sede a Tbilisi.
Dopo tre anni, il 15 ottobre 2001, venne trasferito all'ufficio di nunzio apostolico in Estonia, Lettonia e Lituania, con sede a Vilnius. Poco dopo, il 15 novembre, venne anche nominato amministratore apostolico di Estonia, come i suoi due immediati predecessori Justo Mullor García ed Erwin Josef Ender, ruolo per cui si fece promotore di una campagna per l'istruzione della Chiesa cattolica. Il 23 marzo 2005, poco prima della propria morte, papa Giovanni Paolo II nominò amministratore apostolico monsignor Philippe Jean-Charles Jourdan, consacrato vescovo dallo stesso monsignor Zurbriggen, limitando alla nunziatura il mandato di quest'ultimo.
Il 14 gennaio 2009 papa Benedetto XVI lo nominò nunzio apostolico in Austria, succedendo a monsignor Edmond Y. Farhat, dimessosi per raggiunti limiti di età. Fece il suo ingresso ufficiale nella sede della nunziatura a Vienna il 2 aprile successivo e il 17 dello stesso mese incontrò il presidente della Repubblica d'Austria Heinz Fischer. Fu inoltre decano del corpo diplomatico in Austria.
Il 30 novembre 2018 papa Francesco accettò la sua rinuncia all'incarico per raggiunti limiti di età. In seguito prese residenza nella su cittadina natale.
Fece parte dell'Assemblea Generale Brigensise e della AV Helvetia Romana nell'Associazione Studentesca Svizzera. Dal 5 giugno 2010 fu anche membro onorario della K.Ö.H.V. Leopoldina di Innsbruck in ÖCV.
Sapeva parlare correttamente il tedesco, il francese, l'italiano, l'inglese, lo spagnolo e il portoghese.
Morì improvvisamente nella sua abitazione di Briga il 28 agosto 2022 all'età di 79 anni. Le esequie si tennero il 5 agosto alle ore 10:15 nella chiesa parrocchiale del Sacro Cuore a Briga e furono presiedute da monsignor Jean-Marie Lovey, vescovo di Sion. L'omelia venne pronunciata da don Paul Martone, portavoce di lingua tedesca della diocesi. Al termine del rito la salma fu sepolta nel cimitero cittadino.

## Genealogia episcopale e successione apostolica
La genealogia episcopale è:
- Cardinale Scipione Rebiba
- Cardinale Giulio Antonio Santori
- Cardinale Girolamo Bernerio, O.P.
- Arcivescovo Galeazzo Sanvitale
- Cardinale Ludovico Ludovisi
- Cardinale Luigi Caetani
- Cardinale Ulderico Carpegna
- Cardinale Paluzzo Paluzzi Altieri degli Albertoni
- Papa Benedetto XIII
- Papa Benedetto XIV
- Papa Clemente XIII
- Cardinale Enrico Benedetto Stuart
- Papa Leone XII
- Cardinale Chiarissimo Falconieri Mellini
- Cardinale Camillo Di Pietro
- Cardinale Mieczysław Halka Ledóchowski
- Cardinale Jan Maurycy Paweł Puzyna de Kosielsko
- Arcivescovo Józef Bilczewski
- Arcivescovo Bolesław Twardowski
- Arcivescovo Eugeniusz Baziak
- Papa Giovanni Paolo II
- Arcivescovo Peter Stephan Zurbriggen

La successione apostolica è:
- Vescovo Philippe Jean-Charles Jourdan (2005)
- Vescovo Werner Freistetter (2015)